# Chief of Naval Operations

Proporzec Chief of Naval Operations

Chief of Naval Operations (CNO) (Szef Operacji Morskich) najwyższe wojskowe stanowisko w marynarce wojennej Stanów Zjednoczonych, najwyższy dowódca operacyjny tej formacji Sił Zbrojnych Stanów Zjednoczonych.
Szef Operacji Morskich jest "czterogwiazdkowym" admirałem odpowiedzialnym przed Sekretarzem Marynarki za dowodzenie, użycie zasobów, oraz efektywność operacyjną podległych mu jednostek w wykonywaniu powierzonych Marynarce zadań. Szef Operacji Morskich jest członkiem Kolegium Połączonych Szefów Sztabów (Joint Chiefs of Staff) oraz głównym doradcą Prezydenta USA oraz Sekretarza Marynarki w sprawach prowadzenia wojny na morzu.
Szefowi Operacji Morskich asystują:
- Wiceszef Operacji Morskich (Vice Chief of Naval Operations - VCNO),
- Zastępca Szefa Operacji Morskich (Deputy Chiefs of Naval Operations - DCNOs),
- Asystent Szefa Operacji Morskich (Assistant Chiefs of Naval Operations - ACNOs),

oraz duża liczba innych wysokich rangą oficerów. Oficerowie Ci oraz podlegli im pracownicy tworzą Biuro Szefa Operacji Morskich (Office of the Chief of Naval Operations - OpNav).
|    | Chief of Naval Operations   |  | Początek kadencji | Koniec kadencji   |
| -- | --------------------------- |  | ----------------- | ----------------- |
| 1  | adm. William S. Benson      |  | 11 maja 1915      | 25 września 1919  |
| 2  | adm. Robert E. Coontz       |  | 1 listopada 1919  | 21 lipca 1923     |
| 3  | adm. Edward W. Eberle       |  | 21 lipca 1923     | 14 listopada 1927 |
| 4  | adm. Charles F. Hughes      |  | 14 listopada 1927 | 17 września 1930  |
| 5  | adm. William V. Pratt       |  | 17 września 1930  | 30 czerwca 1933   |
| 6  | adm. William H. Standley    |  | 1 lipca 1933      | 1 stycznia 1937   |
| 7  | adm. William D. Leahy       |  | 2 stycznia 1937   | 1 sierpnia 1939   |
| 8  | adm. Harold R. Stark        |  | 1 sierpnia 1939   | 2 marca 1942      |
| 9  | adm. Ernest King            |  | 2 marca 1942      | 15 grudnia 1945   |
| 10 | adm. Chester W. Nimitz      |  | 15 grudnia 1945   | 15 grudnia 1947   |
| 11 | adm. Louis E. Denfeld       |  | 15 grudnia 1947   | 2 listopada 1949  |
| 12 | adm. Forrest P. Sherman     |  | 2 listopada 1949  | 22 lipca 1951     |
| 13 | adm. William Fechteler      |  | 16 sierpnia 1951  | 17 sierpnia 1953  |
| 14 | adm. Robert B. Carney       |  | 17 sierpnia 1953  | 17 sierpnia 1955  |
| 15 | adm. Arleigh Burke          |  | 17 sierpnia 1955  | 1 sierpnia 1961   |
| 16 | adm. George W. Anderson Jr. |  | 1 sierpnia 1961   | 1 sierpnia 1963   |
| 17 | adm. David L. McDonald      |  | 1 sierpnia 1963   | 1 sierpnia 1967   |
| 18 | adm. Thomas H. Moorer       |  | 1 sierpnia 1967   | 1 lipca 1970      |
| 19 | adm. Elmo Zumwalt           |  | 1 lipca 1970      | 29 czerwca 1974   |
| 20 | adm. James L. Holloway III  |  | 29 czerwca 1974   | 1 lipca 1978      |
| 21 | adm. Thomas B. Hayward      |  | 1 lipca 1978      | 30 czerwca 1982   |
| 22 | adm. James D. Watkins       |  | 30 czerwca 1982   | 30 czerwca 1986   |
| 23 | adm. Carlisle A.H. Trost    |  | 1 lipca 1986      | 29 czerwca 1990   |
| 24 | adm. Frank B. Kelso II      |  | 29 czerwca 1990   | 23 kwietnia 1994  |
| 25 | adm. Jeremy M. Boorda       |  | 23 kwietnia 1994  | 16 maja 1996      |
| 26 | adm. Jay L. Johnson         |  | 16 maja 1996      | 21 lipca 2000     |
| 27 | adm. Vern Clark             |  | 21 lipca 2000     | 22 lipca 2005     |
| 28 | adm. Michael Mullen         |  | 22 lipca 2005     | 29 września 2007  |
| 29 | adm. Gary Roughead          |  | 29 września 2007  | 23 września 2011  |
| 30 | adm. Jonathan W. Greenert   |  | 23 września 2011  | 18 września 2015  |
| 31 | adm. John M. Richardson     |  | 18 września 2015  | 22 sierpnia 2019  |
| 32 | adm. Michael M. Gilday      |  | 22 sierpnia 2019  | obecnie           |